# Сеньор-ду-Бонфин (микрорегион)

Сеньор-ду-Бонфин на карте.

Сеньор-ду-Бонфин (порт. Microrregião de Senhor do Bonfim) — микрорегион в Бразилии, входит в штат Баия. Составная часть мезорегиона Северо-центральная часть штата Баия. Население составляет 286 781 человек (на 2010 год). Площадь — 16 563,866 км². Плотность населения — 17,31 чел./км².

## Демография
Согласно сведениям, собранным в ходе переписи 2010 г. Национальным институтом географии и статистики (IBGE), население микрорегиона составляет:						
| Полное население                             | Полное население                             | Полное население                             | Полное население                             | 286 781 |
| -------------------------------------------- | -------------------------------------------- | -------------------------------------------- | -------------------------------------------- | ------- |
| в том числе:                                 | Городское население                          | 148 500                                      | Процент городского населения, %              | 51,78   |
|                                              | Сельское население                           | 138 281                                      | Процент сельского населения, %               | 48,22   |
|                                              | Мужское население                            | 143 683                                      | Процент мужского населения, %                | 50,10   |
|                                              | Женское население                            | 143 098                                      | Процент женского населения, %                | 49,90   |
| Плотность населения, чел/км²                 | Плотность населения, чел/км²                 | Плотность населения, чел/км²                 | Плотность населения, чел/км²                 | 17,31   |
| Население микрорегиона в % к населению штата | Население микрорегиона в % к населению штата | Население микрорегиона в % к населению штата | Население микрорегиона в % к населению штата | 2,05    |

## Статистика
- Валовой внутренний продукт на 2003 год составляет 777 692 307,00 реалов (данные: Бразильский институт географии и статистики).
- Валовой внутренний продукт на душу населения на 2003 год составляет 2974,47 реала (данные: Бразильский институт географии и статистики).
- Индекс развития человеческого потенциала на 2000 год составляет 0,619 (данные: Программа развития ООН).

## Состав микрорегиона
В составе микрорегиона включены следующие муниципалитеты:
1. Андоринья
2. Антониу-Гонсалвис
3. Кампу-Формозу
4. Филаделфия
5. Итиуба
6. Жагуарари
7. Пиндобасу
8. Сеньор-ду-Бонфин
9. Умбуранас